# Тихвин
Ти́хвин (на руски: Тихвин) е град в Русия, Ленинградска област, административен център на Тихвински район.
Включен е в състава на Сребърния пръстен на Русия.

## География
Градът е разположен в двата бряга на река Тихвинка (от басейна на Ладожко езеро). Разстоянието до Санкт Петербург е 218 км по шосе, железопътно – 198 км. Градът е важен промишлен и културен център, транспортен възел.
Населението на града към 1 януари 2018 година е 58 136 души.

## Побратимени градове
- Ерувил-Сен-Клер, Франция
- Троса, Швеция
- Иматра, Финландия